# F.V.W. Lüders
Ferdinand Vilhelm Weghorst Lüders (født 22. maj 1827 på Blangstedgård ved Odense, død 29. november 1895) var en dansk ingeniør og havnekaptajn.
Lüders var søn af gårdejeren Ernst Philip Lüders. Efter i 1847 at være blevet sekondløjtnant i Søetaten deltog han i den første slesvigske krig, bl.a. som chef for kanonchalup nr. 15. I 1852 tog han adgangseksamen til Den polytekniske Læreanstalt og 1855 polyteknisk eksamen i mekanik. Samme år avancerede han til premierløjtnant og gjorde i nogen tid tjeneste som inspektionsofficer ved anlægget af Orlogsværftets dok. Imidlertid lod han sig i 1856 sætte uden for nummer i Søetaten for at tage plads som assistent hos et stort fabriksfirma særlig for vandbygningsarbejder i Westminster. Efter at han således havde erhvervet sig både teoretisk og praktisk uddannelse, blev han i 1860 ansat som havnebygmester i København, hvilken stilling han beklædte, indtil han i 1872 efterfulgte J.A. Garde som havnekaptajn. Allerede i 1867 havde han taget sin afsked fra Søetaten med kaptajnløjtnants karakter; i 1891 blev han karakteriseret kommandør. Ifølge sin stilling var han medlem af Karantænekommissionen. I slutningen af 1880'erne valgtes han til næstformand i bestyrelsen for Det tekniske Selskabs Skole. 1888 udnævntes han til Kommandør af Dannebrog af 2., 1894 af 1. grad.
Lüders har øvet stor indflydelse på udviklingen af Københavns Havn: Dens uddybning og forsyning med bolværker, nye broer over kanalerne, ombygning af Knippelsbro og Langebro m.m. Særlig virksom var han for havnens udvidelse mod nord og for Frihavnens heldige gennemførelsen en betydelig del af æren for dette storslåede foretagende tilkommer ham. Også blandt sagkyndige i udlandet vandt han anseelse; han tilkaldtes således som rådgiver af flere engelske parlamentskomitéer, bl.a. ved den nye Tower Bridge over Themsen. Han døde 29. november 1895.
I 1862 havde han ægtet Nanna Augusta Hvidt (25. april 1835 – 9. april 1894), datter af assurancemægler Edvard Julius Hvidt.
Lüdersvej i Nordhavnen blev opkaldt efter ham, men blev i 2013 omdøbt til Helsinkigade.